# Ségoufielle
Ségoufielle (gaskognisch Segofièla) ist eine französische Gemeinde mit 1.174 Einwohnern (Stand: 1. Januar 2022) im Département Gers in der Region Okzitanien. Sie gehört zum Arrondissement Auch und zum Kanton L’Isle-Jourdain. Die Einwohner werden Ségoufiellois genannt.

## Geografie
Ségoufielle liegt etwa 25 Kilometer westnordwestlich von Toulouse. Nachbargemeinden sind Sainte-Livrade im Norden und Nordwesten, Lasserre-Pradère im Norden und Nordosten, Mérenvielle im Osten sowie L’Isle-Jourdain im Süden und Westen.

## Bevölkerungsentwicklung
| Jahr                       | 1962 | 1968 | 1975 | 1982 | 1990 | 1999 | 2006 | 2017 |
| -------------------------- | ---- | ---- | ---- | ---- | ---- | ---- | ---- | ---- |
| Einwohner                  | 232  | 260  | 367  | 386  | 517  | 653  | 840  | 1138 |
| Quellen: Cassini und INSEE |      |      |      |      |      |      |      |      |

## Sehenswürdigkeiten
- Kirche Saint-Pierre